# クム・フラ
クム・フラ（英語: Kumu Hula）は単にクムともいい、フラという芸術の師匠である。クムは通常ハラウ・フラまたは単にハラウと呼ばれるダンス学校で教え、運営している。

## 認証
クム・フラは弟子たちに、自分のフラの血統的な伝統の中で得た知識を伝えながら、正式にクム・フラになれるように指示を与える。そのトレーニングには、踊りのテクニックと振り付けに加えて、コスチューム、植物、フラの守護神である「ラカ」に捧げられたフラ祭壇に関連する秘儀の知識の研究が含まれる。弟子が知識を責任を持って使用し、慎重に保護することに満足したら、「ユニキ儀式」（‘uniki ceremony）を行ない、新しいクム・フラを誕生させる。

## 参照項目
- フラ
- ハラウ・フラ
- ラカ (フラの女神)